# Atlas-Centaur
Атлас-Центавр (англ. Atlas Centaur) — американська одноразова ракета-носій сімейства «Атлас» для запуску наукових, військових і комерційних корисних навантажень. Розроблена на базі першої американської МБР «Атлас» (надійшла на озброєння США в жовтні 1959) з додаванням розгінного блоку Центавр
Перша у світі ракета-носій з кріогенним ступенем, який працював на рідкому кисні та водні.

## Опис
Конструктивно Центавр є зменшеною версією ракети Атлас, але стінки баків з нержавіючої сталі настільки тонкі, що структурна жорсткість забезпечується виключно тиском палива всередині. Щоб баки не зруйнувались до завантаження палива, вони зберігаються заповненими азотом під тиском.
Баки рідкого кисню і рідкого водню з неіржавіючої сталі діаметром 3,05 м розділені шаром скловолоконних чарунок товщиною 6,4 мм. Надзвичайно низька температура рідкого водню створює вакуум всередині шару скловолокна, надаючи перетинці низьку теплопровідність, тим самим запобігаючи передачі тепла від відносно теплого рідкого кисню до назвичайно холодного водню. Розгінний блок використовує один або два двигуна РЛ10 англ. RL10 (варіанти SEC і DEC відповідно).
Центавр масою 13,5 т міг за допомогою модифікованого Атласа розігнати 1134 кг корисного навантаження до другої космічної швидкості.

## Історія
1956 Краффт Еріке з компанії Convair (на той час — підрозділ General Dynamics) почав досліджувати потужний верхній ступінь для ракети-носія Атлас з використанням рідкого водню.
1958 General Dynamics отримала замовлення від Агентства передових досліджень на розробку Центавра. Ступінь мав використовувати два нові турбонасосні двигуни RL10 потужністю 67 кН, виготовлених Pratt & Whitney. Агентство надало на розробку Центавра 36 млн $ General Dynamics і 23 млн $ Pratt & Whitney.
Застосування рідкого водню дозволило збільшити питому тягу двигуна на 30-40 %. При розробці блока «Центавр» широко використовувалась технологічна база, освоєна при виробництві «Атласів».
Для зниження втрат при випаровуванні кріогенних компонентів на ступені «Центавр-2» було використано різні теплоізоляційні матеріали. Нижнє днище бака окислювача було покрито склотканиною. У днищі бака з воднем був розміщений пористий матеріал, насичений азотом, що забезпечував кріогенну вакуумізацію об'єму днища. Ззовні бак закривався ізолювальними панелями, а зазор між ними та стінкою бака продувався гелієм. Основними елементами системи управління та наведення ступеню «Центавр» були гіростабілізована платформа з трьома акселерометрами і трьома гіроскопами, шість двигунів тягою 0,7-1,3 кг для орієнтації ракети (які працювали на перекисі водню). Силова установка «Центавра» складалась з двох рідинних двигунів серії RL10A.
У результаті реалізації проекту модернізації SLV-3C, ракета «Атлас-Центавр» SLV-3C зі стартовою масою 146 т була спроможна вивести на орбіту висотою 640 км вантаж масою 4,5 т, на перехідну орбіту — супутники масою до 1,8 т, а на траєкторію міжпланетних перельотів — апарат масою 0,8 т. За роки експлуатації дана модель використовувалась для запуску різних вантажів, наприклад, орбітальні обсерваторії, міжпланетні апарати «Марінер-9» та «Піонер-10». 1973 року почалися польоти ракети «Атлас» з розгінним блоком «Центавр-D-1A». Модель була оснащена новим бортовим комп'ютером фірми Teledyne, який забезпечував повний контроль за роботою бортових системи ступенів ракети на всіх етапах передстартової підготовки та польоту. Крім того, був видозмінений відсік ступеня «Центавр».

## Запуски
Перший експериментальний старт ракети «Атлас-Центавр» відбувся у травні 1962 року і закінчився вибухом. Причиною аварію було кріогенне пальне — температурна деформація бака з воднем спричинила руйнування верхнього шпангоута. Після даного інциденту розробка ракети «Атлас-Центавр» продовжилась, двигуни були удосконалені.
Перший експлуатаційний політ ракети (8-ий за рахунком) відбувся 1966 року, в ході якого на поверхню Місяця було доставлено апарат Сервеєр-1.
Найінтенсивніше ракета «Атлас-Центавр» експлуатувалась 1978 року, коли було здійснено вісім пусків. У наступні роки кількість польотів ракети зменшилась у зв'язку з аваріями, а також зі завершенням розробки «Спейс Шатла», яка використовувала ракету для своїх цілей.